# Discomyza maritima
Discomyza maritima är en tvåvingeart som beskrevs av Nina Krivosheina 1987. Discomyza maritima ingår i släktet Discomyza och familjen vattenflugor. Inga underarter finns listade i Catalogue of Life.